# Rondell Sheridan
Rondell Sheridan (Chicago, 15 de agosto de 1958) es un comediante y actor estadounidense, más conocido por interpretar durante seis años a Victor Baxter, el ridículo, pero inteligente-padre de una psíquica adolescente, en el Programa de Disney Channel, Es tan Raven y Cory en la Casa Blanca, y por su papel a mediados de los años 90 en NBC / UPN serie Minor Adjustments. 
También estuvo en Primo Skeeter como "Andre". Además ha aparecido como actor invitado en Royal Caribbean, Adventure of the Seas, Liberty of the Seas y Disney Cruise Line como comediante stand-up. También fue el anfitrión de la serie de televisión Show Me the Funny, que es uno de Fox Family Channel, inaugural de la serie, y actualmente se transmite en la sindicación en el marco del título alternativo that's funny !.
Su música favorita es la de artistas Prince y Michael Franks. Le encanta ver cualquier tipo de ciencia ficción y sus películas favoritas son Blade Runner y C'era una volta il West].
En 1985, Sheridan retratado uno de los principales personajes en el vídeo musical de Stevie Wonder, éxito "Part-Time Lover". Sheridan también apareció en el Juste pour rire Festival de Comedia en Montreal, Quebec, Canadá.

Sheridan es un exalumno de la Marquette University. También fue un grupo de expertos sobre el juego Match Game y Michael Burger.

## Filmografía

### Películas
- The First Turn-On! (1983) es Miembro de la banda.
- Deadtime Stories (1986) es Guardia del manicomio.

### Series de TV
- Kenan & Kel como el Oficial.
- Minor Adjustments como el Dr. Ron Aimes
- Cousin Skeeter como Andre.
- Rites of Passage como Trooper Dixon.
- Men Are from Mars, Women Are from Venus como el Anfitrión.
- That's Funny! como él mismo (Anfitrión).
- Es tan Raven como Victor Baxter (2003-2007).
- Cory en la Casa Blanca como Victor Baxter (2007-2008).
- Consumers Credit Choice como él mismo (coanfitrión).
- Raven's Home como Victor Baxter (2018).

### Como invitado
- A Different World es Saqueador de South Central #1
- Brotherly Love es Kids Father.
- The Jamie Foxx Show es Dr. Gilbert
- Touched By an Angel es Harvey.
- Kenan & Kel es el Oficial McWiggins.
- Rendez-View es el anfitrión.
- The Tonight Show with Johnny Carson Invitado
- The Tonight Show with Jay Leno Invitado
- Late Night with Conan O'Brien Invitado
- Figure It Out Él mismo (panelista).
- Sesame Street es un personaje anónimo en "Danger" skit.
- Celebrity Family Feud Él mismo (concursante).
- The Andy Atembina Show Él mismo
- Wanna Bet? Él mismo
- Comedy Central Presents Invitado

### Director
- Cory in the House - En los episodios "Get Smarter," "Kung Fu Kats Kid," "Never the Dwayne Shall Meet," "Through the Roof".
- That's So Raven - En los episodios "Numb and Number," "Cake Fear," "Teacher's Pet".
- Hannah Montana - En el episodio "Joanie B. Goode"

### Educación
- Marquette University

- Salesian Prep, Cedar Lake IN